# Vol 3159 de Daallo Airlines
El vol Daallo Airlines 3159 fa referència a l'explosió del vol 3159 d'un avió de la companyia Dallo Airlines que va tenir lloc el 2 de febrer del 2016 i que havia de fer el trajecte de Somàlia a Djibouti. L'avió va rebentar cinc minuts després d'haver enlairat de Mogadiscio, a Somàlia, degut a una explosió a bord, que va provocar l'obertura del fuselatge. Segons pot confirmar la premsa, l'exposició fou deguda a la col·locació de dinamita o bé per una avaria mecànica. En el vol hi viatjaven 74 passatgers, que van poder ser traslladats a l'Airbus A321-100, però obligant el tancament de l'aeroport. L'Agència Nacional d'Intel·ligència i Seguretat va iniciar una investigació per determinar-ne millor els fets.
El forat del tren de fuselatge provocat per l'explosió va succionar a una persona a l'exterior, les restes de la qual van ser trobades a uns 30 quilòmetres al nord-est de Mogadiscio. Dues persones més van resultar lleument ferides.